# Asociația Japoneză de Fotbal
Asociația Japoneză de Fotbal (japoneză Nippon Sakkā Kyōkai, 日本サッカー協会 (?), JFA) este forul ce guvernează fotbalul în Japonia. Se ocupă de organizarea echipei naționale și a altor competiții de fotbal din stat cum ar fi J. League. Simbolul asociației este Yatagarasu, un corb mitic cu trei picioare care l-a ghidat pe împăratul Jimmu spre muntele Kumano.
Sponsorii principali ai asociației sunt: Kirin, Adidas, Panasonic, Saison Card International, FamilyMart, Fujifilm, ANA, Bank of Yokohama, NTT DoCoMo și Nissan.